# ماكسساندرو باربوزا دي أوليفيرا
ماكسساندرو باربوزا دي أوليفيرا (بالبرتغالية: Max Sandro Barbosa de Oliveira‏) (3 أغسطس 1972 في ريو دي جانيرو في البرازيل – )؛ هو لاعب كرة قدم سابق كان يلعب كمدافع.

## وصلات خارجية
- ماكسساندرو باربوزا دي أوليفيرا على موقع رابطة كرة القدم اليابانية للمحترفين (اليابانية)
- ماكسساندرو باربوزا دي أوليفيرا على موقع قاعدة بيانات كرة القدم.إي يو (الإنجليزية)
- ماكسساندرو باربوزا دي أوليفيرا على موقع عالم كرة القدم.نت (الإنجليزية)